# Хантили II
Хантили II (Хантилис) — царь Хеттского царства, правил в первой половине XV века до н. э. Преемник Аллувамны и, возможно, его сын. Его правление приходится на время так называемого Среднехеттского царства, очень мало изученного из-за скудности имеющихся источников. Ряд хеттологов сомневаются в существовании такого царя, предполагая ошибку составителей поминальных списков и считая, что имелся в виду царь Хантили I.
Некоторые исследователи считают, что именно во время его правления народ Каска захватил хеттские города Тилиура и Нерик, однако по мнению других хеттологов это событие относится ко времени правления Тудхалии II.
Хантили II правил недолго и оставил трон царю Циданте II.